# Mikko Kalteva
Mikko Kalteva, född 25 maj 1984 i Hyvinge, är en finländsk professionell ishockeyspelare som spelar som back för JYP.
Kalteva valdes som 107:e spelare totalt i NHL-draften 2002 av Colorado Avalanche.

## Klubbar
- Ahmat
- Jokerit 2000–2010
- Södertälje SK 2010–2012
- JYP 2012–